# Boll (skulptur)

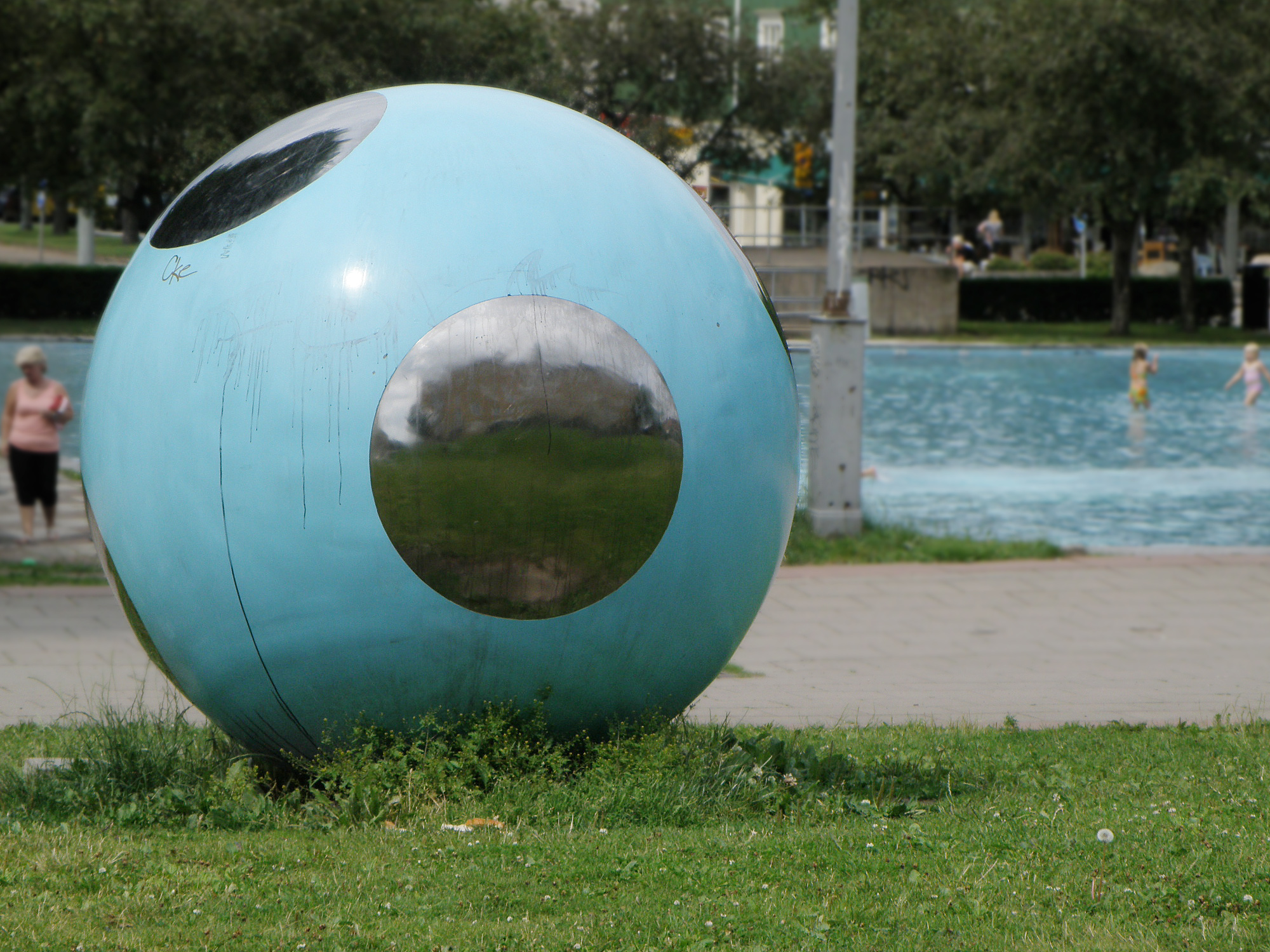
Boll

Boll är en skulptur i Göteborg av Berit Lindfeldt i form av ett klot av rostfritt stål med cirka två meters diameter. Klotet är blankpolerat och därefter delvis lackerat i ljusblått, med utsparade blanka prickar. Placeringen vid plaskdammen på Älvsborgsplan gör att den ser ut som en jättestor badboll.
Skulpturen utplacerades år 2007.